# Джон Фішер (святий)
Святий Священномученик Джон Фішер (англ. John Fisher; 1469, Беверлі — 22 червня 1535, Лондонський Тауер) — єпископ Рочестерський, канцлер Кембриджського університету, кардинал. Не визнав Акта про супрематію і був страчений Генріхом VIII. Святий католицької і англіканської церков.

## Ранні роки
Джон Фішер народився в 1469 році в Беверлі, графство Йоркшир, один з чотирьох дітей успішного комерсанта Роберта Фішера і його дружини Агнес. Після смерті чоловіка (1477) Агнес вийшла заміж вдруге і народила ще п'ятьох дітей. Джон Фішер підтримував близькі стосунки з великою кількістю братів і сестер протягом усього життя.
Спочатку Джон Фішер навчався в парафіяльній школі в Беверлі, потім (з 1484 року) продовжив освіту в кембриджському коледжі Майклхаус. У 1487 році отримав звання бакалавра, а в 1491 році магістра мистецтв; в той самий час був висвячений у вікарія в Норталертоні, але потім відмовився від бенефіція заради праць в Кембриджському університеті. Послідовно обіймав ряд посад. У 1502 році став Професором богослов'я леді Маргарет Кембриджського університету, а в 1504 році був обраний канцлером цього ж університету та неодноразово переобирався на цю посаду, а потім отримав її довічно. Будучи канцлером, сприяв фінансовому процвітанню університету, запрошував сюди відомих європейських вчених (в тому числі Еразма Ротердамського), ввів у навчальну програму, крім традиційних давньогрецької і латині, ще й іврит. Поєднував університетську роботу з проповідницькою діяльністю.

## Зв'язок з Тюдорами і єпископство
У 1497 році Джон Фішер став капеланом і духівником Маргарет Бофор, матері короля Генріха VII. Під його впливом Маргарет Бофор заснувала в Кембриджі два нових коледжі (англ. St John's і англ. Christ's) і надавала вагому матеріальну підтримку університету. Завдяки Маргарет Бофор і її шанобливому синові Генріху VII, 14 жовтня 1504 року папа Юлій II призначив Джона Фішера єпископом Рочестера.
Рочестер була однією з найбідніших англійських єпархій і розглядалася зазвичай як перший ступінь духовної кар'єри, але Фішер не бажав подальших переміщень і все наступне життя залишався на своїй кафедрі. Призначення єпископом не завадило Фішеру обіймати всі наступні роки посаду канцлера Кембриджського університету. Передбачається, що під впливом Маргарет Бофор Джон Фішер був призначений також наставником її онука, майбутнього Генріха VIII. У 1509 році Джон Фішер проповідував на похованнях обох своїх благодійників — Маргарет Бофор і Генріха VII, тексти його проповідей збереглися досі. Близькість до Тюдорів не завадила Фішеру вступити в суперечку зі своїм колишнім учнем Генріхом VIII через спадок Маргарет, значна частина надбання якої було заповідано Кембриджському університету. Втім, цей конфлікт не мав в той час ніяких наслідків для Фішера.
У 1512 році Джон Фішер був призначений одним з англійських представників на П'ятий Латеранський собор, але його від'їзд в Рим був спочатку відкладений, а потім взагалі скасований. Втім, собор, який скликався для початку реформ в Церкві, обмежився лише деклараціями, а вже в 1517 році з опублікуванням Лютером 95 тез в Європі почалася Реформація. До цього моменту Фішер не заперечував необхідності реформ в Церкві, але з початком Реформації зайняв тверду контрреформаційну позицію. Передбачається, що Фішер міг бути дійсним автором трактату Генріха VIII «На захист семи таїнств» (1521 р.), який був спрямований проти Лютера і приніс монарху почесний титул «захисника віри». 11 лютого 1526 року за дорученням короля Джон Фішер проголосив публічну проповідь проти Лютера в лондонському соборі Святого Павла, а в 1529 році заарештував і допитував Томаса Хіттона, одного з послідовників Вільяма Тіндейла.

## Початок англійської реформації і конфлікт з королем

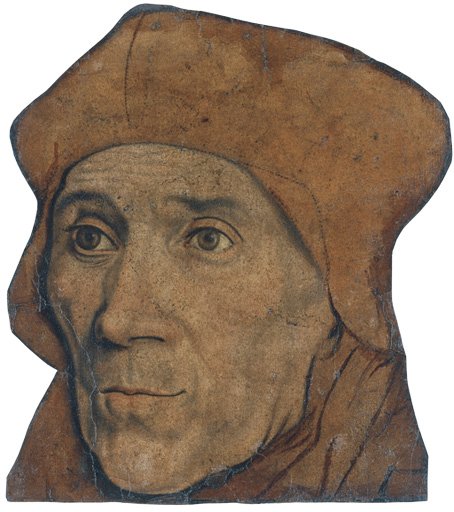
Портрет Джона Фішера (Національна галерея, Лондон)

У 1527 році Генріх VIII ініціював питання про анулювання свого шлюбу з Катериною Арагонською. У 1528 році під спільним головуванням папського легата кардинала Кампеджо і кардинала Волсі розпочався судовий процес. В ході процесу були зачитані письмові думки англійських єпископів, в тому числі і Фішера, які нібито підтримали короля. Фішер заявив, що його свідчення фальсифіковані, він сам категорично проти анулювання шлюбу і, подібно до свого вчителя Івана Хрестителя, готовий померти за принцип непорушності шлюбу. Розгніваний Генріх VIII був змушений письмово спростовувати заперечення Фішера. Недостатні показання свідків з боку Генріха VIII, впевнена позиція Катерини Арагонської і Джона Фішера змусили Кампеджо відкласти суд, а потім перенести засідання в Рим. Спроба Генріха VIII розірвати шлюб в ході рядової судової процедури була зірвана, що спонукало його зробити в подальшому кроки щодо розриву з папським Римом.
У листопаді 1529 року Джон Фішер, як єпископ був членом Палати лордів, виступив в парламенті з попередженням, що парламентське втручання в справи Церкви незаконне. У відповідь члени Палати громад звернулися до Генріха VIII зі скаргою на Фішера, який образив парламент. Король зажадав від Фішера пояснень, які були йому надані, після чого Генріх VIII заявив, що задоволений діями єпископа. У 1530 році Фішер, спільно з єпископами Бата й Ілі, звернувся до папи Климента VII зі скаргою на незаконні дії парламенту проти церкви. Це звернення дало Генріху VIII привід оголосити апеляції до папи з питань Церкви незаконними і заборонити їх. Троє апелянтів, в тому числі Фішер, були заарештовані, але незабаром звільнені.
У лютому 1531 року Фішер брав участь в соборі англійського духовенства, який Генріх VIII звинуватив у державній зраді (полягала в принесенні клятв на вірність папі при посвяченні в сан). Єпископам було височайше дозволено спокутувати свою провину виплатою штрафу в 100 тисяч фунтів в казну; духовенство було змушене визнати Генріха VIII главою Церкви, але, за наполяганням Фішера, повноваження короля були підтверджені із застереженням («наскільки дозволяє Божественний закон»). Через кілька днів була здійснена спроба отруїти Фішера, і, хоча Генріх VIII висловив обурення з приводу злочину, громадська думка звинувачувала короля в невдалому отруєнні.
Стрімкий розвиток подій в сторону розриву з Римом викликало протест вірних католиків: у травні 1532 року, Томас Мор пішов у відставку з поста лорда-канцлера, а в червні того ж року Джон Фішер публічно виголосив проповідь проти королівського розлучення, яке уже готувалося. Проте, в січні 1533 року Генріх VIII таємно одружився з Анною Болейн, а в березні 1533 року новим архієпископом Кентерберійським став Томас Кранмер, який заздалегідь схвалив анулювання королівського шлюбу без участі папи. У травні 1533 року Томас Кранмер своєю владою оголосив шлюб Генріха VIII і Катерини Арагонської анульованим.

## Арешти і зняття Фішера
Джон Фішер був заарештований в березні 1533 року, звинувачення проти нього так і не були висунуті, і він був звільнений у червні того ж року. Можливим поясненням цього арешту може бути бажання Генріха VIII позбавити Фішера можливості висловити думку з приводу анулювання королівського шлюбу (травень) і коронації Анни Болейн (1 червня).
Восени 1533 року почалась низка арештів осіб, пов'язаних з черницею Елізабет Бартон «Кентською дівою», яка публічно звинувачувала короля в подружній зраді та передбачала його швидку смерть. Джон Фішер, публічно схваливши пророцтва Кентської діви, уникнув ув'язнення тільки через свою хворобу в грудні 1533 року. У березні 1534 року проти Кентської діви та її прихильників був виданий спеціальний парламентський акт, згідно з яким Джон Фішер був засуджений до конфіскації майна і тюремного ув'язнення на термін, якого забажав королю. Генріх VIII помилував Фішера після виплати штрафу в 300 фунтів.
У тому ж березні 1534 року парламент прийняв Акт про престолонаслідування, який оголошував спадкоємцями трону дітей Генріха VIII і Анни Болейн, який повністю відсторонював дочку Катерини Арагонської Марію. Акт про зраду зобов'язував підданих під страхом звинувачення в державній зраді присягнути про підтвердження своєї згоди з новим порядком престолонаслідування. Джон Фішер відмовився від присяги і 26 квітня 1534 року було ув'язнений в Тауері. Ухвалення парламентом в листопаді 1534 року Акта про супрематію остаточно закріпило за Генріхом VIII статус глави Церкви, що дозволило королю здійснювати церковний суд.
У листопаді 1534 року Джон Фішер, згідно з Актом про зраду, був засуджений, його майно було конфісковано, а 2 червня 1535 року кафедра єпископа Рочестерського була оголошена вакантною. Ув'язнення Фішера в Тауері тривало більше року, йому було дозволено приймати допомогу від друзів, але відмовлено в праві спілкуватися зі священниками. Зберігся лист Фішера до Томаса Кромвеля зі скаргами на нестерпні умови ув'язнення.

## Суд над Джоном Фішером і покарання

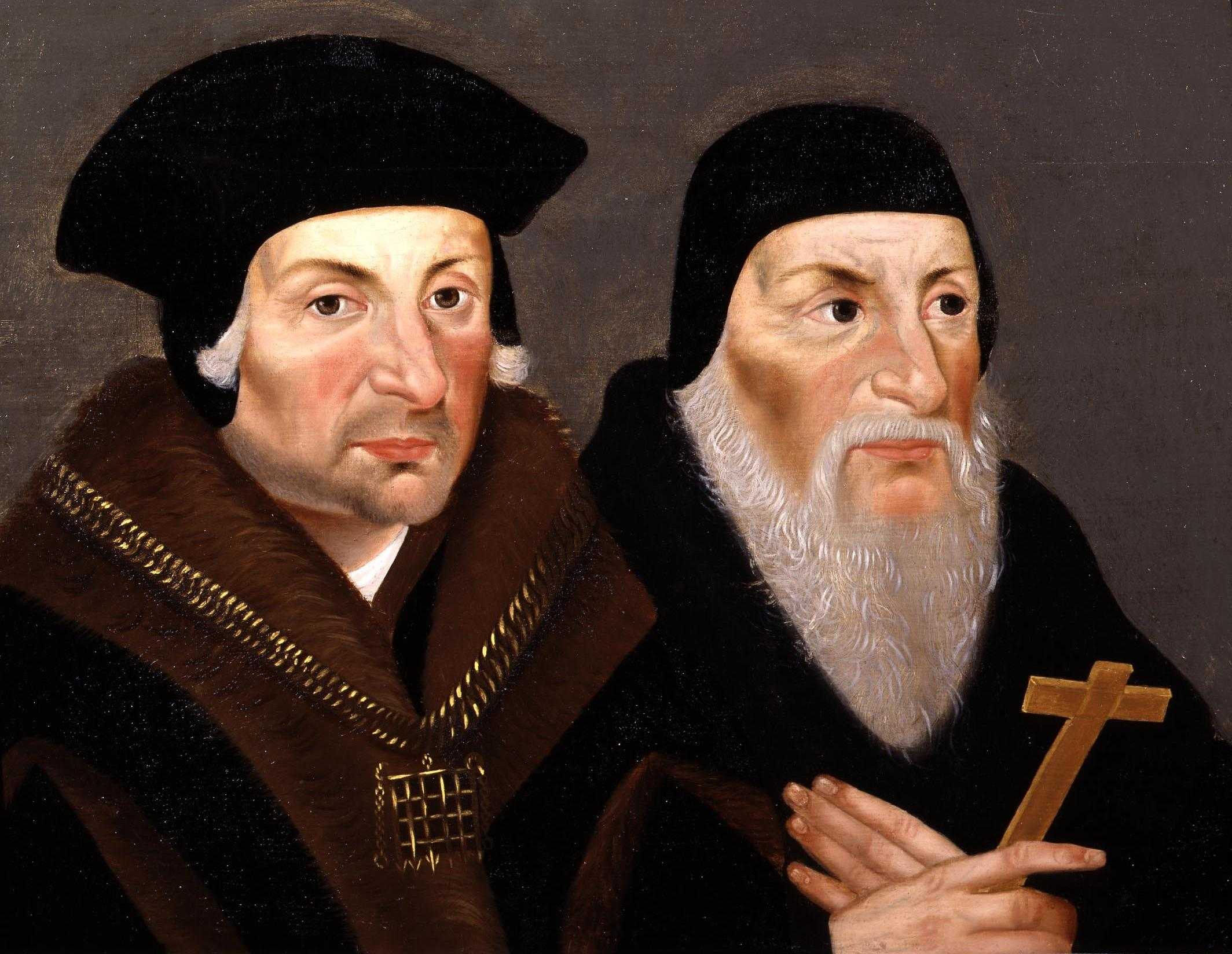
Святі Томас Мор і Джон Фішер

Як і Томас Мор, що також був заарештований за схожим звинуваченням, Джон Фішер не присягав без пояснення причин, одночасно відмовляючись висловити власну думку про порядок спадкування і Акта про супрематію, що не давало змоги висловити йому звинувачення в публічній відмові від парламентських актів. Незважаючи на обрану тактику, Джон Фішер в результаті попався на провокацію: 7 травня 1535 року до нього в камеру прибув Річард Річ, який повідомив в'язневі, що Генріх VIII, заради порятунку своєї душі, бажає таємно дізнатися думку колишнього єпископа про законність прийнятих парламентських актів. Джон Фішер сказав Річу, що, на його думку, король не може по Божественному закону бути главою Церкви. Ця особиста думка Фішера стала головним звинуваченням проти нього на судовому процесі.
Проти Джона Фішера несподівано зіграв папа Павло III, подарував йому сан кардинала. Розгніваний Генріх VIII заявив, що в обмін на кардинальську шапку він вишле папі голову, для якої ця шапка призначалася. 17 червня 1535 року Джон Фішер знову постав перед судом (у складі його суддів були Томас Кромвель і батько Анни Болейн) за звинуваченням в державній зраді. Його судили як звичайного мирянина, так як Фішер був вже позбавлений королем єпископського сану. Єдиним свідком з боку обвинувачення виступав Річард Річ. Суд визнав свідчення Річа достатніми й засудив Джона Фішера до так званої кваліфікованої страти — повішення, спалення нутрощів, четвертування і обезголовлювання, яку замінили за рішенням Генріха VIII звичайним відсіканням голови. Так як громадська думка бачила безліч паралелей в долях Джона Фішера й Івана Хрестителя, король наказав стратити Фішера до свята Різдва Іоанна Предтечі.
Джон Фішер був обезголовлений в Тауері 22 червня 1535 року. Його оголене тіло було залишене на ешафоті до вечора, а потім без здійснення похоронної служби поховано на кладовищі біля церкви Всіх Святих біля Тауера. Після страти Томаса Мора (6 липня 1535 року) обезголовлені останки обох мучеників були поховані в церкві Святого Петра «в кайданах» в Тауері. Голова єпископа була виставлена на Лондонському мосту, але, оскільки вона привертала до себе співчутливу увагу містян, через два тижні була кинута в Темзу.

## Канонізація
Незважаючи на ганебну страту, Джон Фішер і Томас Мор залишилися в пам'яті нащадків жертвами королівського свавілля і беззаконня. 29 грудня 1886 року папа Лев XIII зарахував обох до лику блаженних, а 19 травня 1935 року вони були канонізовані Пійєм XI. В даний час обох шануються як святих і Церквою Англії. У колекті, присвяченій святому Джону Фішеру, католики просять: «Отче, ти затвердив справжню віру мученицьким вінцем. Молитвами святих Джона Фішера і Томаса Мора да знайдемо мужність свідчити про нашу віру самим нашим життям …»

## У культурі
У британсько-ірландсько-канадському історичному телесеріалі «Тюдори» роль Джона Фішера виконує британський актор Боско Хоган.